# Parigi-Troyes
La Parigi-Troyes è una corsa in linea maschile di ciclismo su strada che si svolge tra Provins (Senna e Marna) e Troyes, in Francia, ogni anno in marzo. Dal 2005 fa parte del calendario dell'UCI Europe Tour nella classe 1.2. Fino al 2005 era riservata ai dilettanti.

## Albo d'oro
Aggiornato all'edizione 2025.
| Anno    | Vincitore                                           | Secondo                                             | Terzo                                               |
| ------- | --------------------------------------------------- | --------------------------------------------------- | --------------------------------------------------- |
| 1910    | Marius Chocque                                      |                                                     |                                                     |
| 1911-12 | Non disputata                                       | Non disputata                                       | Non disputata                                       |
| 1913    | Frank Henry                                         |                                                     |                                                     |
| 1914-22 | Non disputata                                       | Non disputata                                       | Non disputata                                       |
| 1923    | André Leducq                                        |                                                     |                                                     |
| 1924-25 | Non disputata                                       | Non disputata                                       | Non disputata                                       |
| 1926    | André Aumerle                                       | Georges Robert                                      | Octave Dayen                                        |
| 1933    | Jean Bidot                                          | Marcel Bidot                                        | André Gabard                                        |
| 1934    | Marcel Bidot                                        | Louis Krauss                                        | Marcel Blanchon                                     |
| 1935    | Jules Rossi                                         | Marcel Bidot                                        | Jean Bidot                                          |
| 1936    | Camille Muls                                        | Jean Bidot                                          | Louis Thiétard                                      |
| 1938    | Olivier Pierre                                      | Paul Couderc                                        | Quillier                                            |
| 1939-45 | Non disputata a causa della Seconda guerra mondiale | Non disputata a causa della Seconda guerra mondiale | Non disputata a causa della Seconda guerra mondiale |
| 1946    | Roger Queugnet                                      | Roger Lejeune                                       | Charles Coste                                       |
| 1947    | Michel Rabut                                        | Pierre Scalbi                                       | Gerwig                                              |
| 1948    | Mario Mathieu                                       | Louis Aubrun                                        | Julien Conan                                        |
| 1949    | Anzio Mariotti                                      | Gabriel Faille                                      | 12 ex aequo                                         |
| 1950    | Roger Bertaz                                        | Louis Cavanna                                       | Jean Carle                                          |
| 1951-58 | Non disputata                                       | Non disputata                                       | Non disputata                                       |
| 1959    | Michel Bauchet                                      | Raymond Reisser                                     | Marcisse Carrara                                    |
| 1960    | Daniel Dhieux                                       | Henri Belena                                        | Francis Bazire                                      |
| 1961    | Claude Faveaux                                      | Jean Marcarini                                      | Antoine Piszczek                                    |
| 1962    | Roger Jube                                          | José María Errandonea                               | Jean-Marie Poppe                                    |
| 1963    | Max Sinoquet                                        | Aimable Denhez                                      | Jean-Paul Caffi                                     |
| 1964    | Jean-Pierre Puccianti                               | Michel Prissette                                    | Aimable Denhez                                      |
| 1965    | André Desvages                                      | Claude Guyot                                        | Jean-Paul Caffi                                     |
| 1966    | Agustín Tamames                                     | Robert Fuhrel                                       | Quenet                                              |
| 1967    | Robert Bouloux                                      | Derek Harrison                                      | José Catieau                                        |
| 1968    | Henk Hiddinga                                       | Daniel Ducreux                                      | Jean-Jacques Cornet                                 |
| 1969    | Jean Thomazeau                                      | Yves Hézard                                         | Thierry Grandsir                                    |
| 1970    | Christian Poissenot                                 | Robert Fuhrel                                       | Philipp Cheetham                                    |
| 1971    | Non disputata                                       | Non disputata                                       | Non disputata                                       |
| 1972    | Jacques Esclassan                                   | Guy Sibille                                         | Eric Lalouette                                      |
| 1973    | Guy Dolhats                                         | Joël Hauvieux                                       | Alain Meslet                                        |
| 1974    | Gérard Colinelli                                    | Hubert Arbes                                        | Hubert Linard                                       |
| 1975    | Non disputata                                       | Non disputata                                       | Non disputata                                       |
| 1976    | Hubert Linard                                       | Patrick Derosier                                    | Michel Herbault                                     |
| 1977    | Didier Van Vlaslaer                                 | Jean-Paul Marchal                                   | Michel Lloret                                       |
| 1978    | Graham Jones                                        | Patrice Thévenard                                   | Pascal Simon                                        |
| 1979    | Philippe Badouard                                   | Jacques Desportes                                   | Plaut                                               |
| 1980    | Michel Larpe                                        | Eric Delatte                                        | Pascal Guyot                                        |
| 1981    | Jozef Lieckens                                      | Frans Vermaelen                                     | Philippe Chevallier                                 |
| 1982    | Nico Emonds                                         | Charly Mottet                                       | Laurent Eudeline                                    |
| 1983    | Martin Durant                                       | Thierry Casas                                       | Denis Roux                                          |
| 1984    | Carlo Bomans                                        | Philippe Bouvatier                                  | Claude Carlin                                       |
| 1985    | Jean-Jacques Philipp                                | Carlo Bomans                                        | Seamus Downey                                       |
| 1986    | Benjamin Van Itterbeeck                             | Edwig Van Hooydonck                                 | Franck Petiteau                                     |
| 1987    | Frédéric Gallerne                                   | Eric Chanton                                        | Christophe Manin                                    |
| 1988    | Laurent Bezault                                     | Thierry Richard                                     | Brian Smith                                         |
| 1989    | Hervé Lepinay                                       | Gilles Carlin                                       | Thierry Gouvenou                                    |
| 1990    | Thierry Arnould                                     | Eric Lavaud                                         | Christophe Faudot                                   |
| 1991    | Thierry Dupuy                                       | Zdzislaw Wrona                                      | Sylvain Bolay                                       |
| 1992    | Didier Faivre-Pierret                               | Didier Rous                                         | Ian Gilkes                                          |
| 1993    | Simon Hempsall                                      | Régis Simon                                         | Marek Lesniewski                                    |
| 1994    | Gordon Fraser                                       | Gilles Maignan                                      | Hervé Bihan-Poudec                                  |
| 1995    | Denis Moretti                                       | Yvan Boos                                           | Philippe Lepeurien                                  |
| 1996    | Jérôme Gannat                                       | Grégory Barbier                                     | Stéphane Houillon                                   |
| 1997    | Eric Salvetat                                       | Eric Drubay                                         | Tony Cavet                                          |
| 1998    | Saulius Ruškys                                      | Yvonnick Bolgiani                                   | Florent Brard                                       |
| 1999    | Marc Chanoine                                       | Sylvain Lajoie                                      | Aljaksandr Usaŭ                                     |
| 2000    | Christophe Marcoux                                  | Samuel Plouhinec                                    | Olivier Martinez                                    |
| 2001    | José Medina Andrades                                | Frédéric Delalande                                  | Cédric Loué                                         |
| 2002    | Mickaël Buffaz                                      | Jérôme Rouyer                                       | Noan Lelarge                                        |
| 2003    | Xavier Pache                                        | Kilian Patour                                       | Noan Lelarge                                        |
| 2004    | Olivier Grammaire                                   | Laurent Mangel                                      | Sébastien Minard                                    |
| 2005    | Florent Brard                                       | Carl Naibo                                          | Aljaksandr Usaŭ                                     |
| 2006    | Jurij Trofimov                                      | Cédric Coutouly                                     | Stéphane Pétilleau                                  |
| 2007    | Jurij Trofimov                                      | Andrey Klyuev                                       | Rein Taaramäe                                       |
| 2008    | Jean-Luc Delpech                                    | Aleksandr Mironov                                   | Jakob Fuglsang                                      |
| 2009    | Yannick Talabardon                                  | Nadir Haddou                                        | Steven Caethoven                                    |
| 2010    | Cédric Pineau                                       | Jean-Marc Bideau                                    | Cyril Bessy                                         |
| 2011    | Jonathan Hivert                                     | Gianni Meersman                                     | Mathieu Drujon                                      |
| 2012    | Jean-Marc Bideau                                    | Anthony Delaplace                                   | Romain Bacon                                        |
| 2013    | Jean-Marc Bideau                                    | Thomas Vaubourzeix                                  | Julien Duval                                        |
| 2014    | Steven Tronet                                       | Kristoffer Skjerping                                | Flavien Dassonville                                 |
| 2015    | David Menut                                         | Julien El Fares                                     | Alexis Bodiot                                       |
| 2016    | Rudy Barbier                                        | Baptiste Planckaert                                 | Pierre Barbier                                      |
| 2017    | Yannis Yssaad                                       | Thomas Boudat                                       | Bert Van Lerberghe                                  |
| 2018    | Adrien Petit                                        | Lorrenzo Manzin                                     | Damien Touzé                                        |
| 2019    | Jérémy Cabot                                        | Tony Hurel                                          | Milan Menten                                        |
| 2020    | annullata per la Pandemia di COVID-19 del 2019-2021 | annullata per la Pandemia di COVID-19 del 2019-2021 | annullata per la Pandemia di COVID-19 del 2019-2021 |
| 2021    | Romain Cardis                                       | Alan Riou                                           | Antoine Raugel                                      |
| 2022    | Robert Scott                                        | Xavier Cañellas                                     | Kévin Avoine                                        |
| 2023    | Gwen Leclainche                                     | Clément Braz Afonso                                 | Antony Chamerat-Dumont                              |
| 2024    | Liam Walsh                                          | Emmanuel Houcou                                     | Tobias Müller                                       |
| 2025    | Juan David Sierra                                   | Alfred George                                       | Emmanuel Morin                                      |